# Godefroi al III-lea de Lorena
Godefroy al III-lea (n. cca. 997–d. 1069), supranumit cel Bărbos, a fost fiul mai mare al lui Gothelo I, duce al Lorenei Superioare și Inferioare.
Prin moștenire, Godefroy a fost conte de Verdun și a devenit margraf de Anvers, ca vasal al Lorenei Inferioare. Împăratul Henric al III-lea l-a autorizat să succedeze tatălui său ca duce de Lorena Superioară în 1044, însă i-a refuzat titlul ducal al Lorenei Inferioare, dat fiind că împăratul se temea de puterea unui ducat unit. Mai mult decât atât, Henric amenința să îl numească pe un fiu mai mic, Gothelo, ca duce în Lorena Inferioară. La o dată mai târzie, Godefroy a devenit duce al Lorenei Inferioare, însă între timp a pierdut stăpânirea asupra celei superioare.
Godefroy s-a răsculat împotriva regelui său și a devastat teritoriile Lorenei Inferioare, ajungând până la orașul Verdun, pe care, deși îl preluase prin moștenire, Henric refuzase să i-l ofere. Godefroy a fost în curând înfrânt de către o armată imperială și a fost depus și întemnițat împreună cu fiul său, în 1045. Atunci când fiul său a murit în închisoare, războiul a reînceput. Contele Balduin al V-lea de Flandra i s-a alăturat lui Godefroy, în vreme ce Henric i-a oferit Verdun episcopului Thierry de Verdun. Godefroy l-a atacat prin surprindere pe episcop (care totuși a reușit să fugă) și a prădat Verdun, incendiind catedrala. La 11 noiembrie 1048, la Thuin, Godefroy l-a atacat pe Adalbert, înlocuitorul său în Lorena Superioară, și l-a înfrânt și ucis în luptă. Henric l-a nominalizat imediat pe tânărul Gerard de Chatenoy în locul lui Adalbert în cadrul dietei de la Worms. În campaniile sale ulterioare desfășurate în zone râului Moselle, Godefroy s-a confruntat cu rezistentă îndârjită din partea lui Gerard și s-a văzut nevoit să renunțe la revendicările sale și să se reconcilieze cu episcopul Thierry. El chiar a ajutat în acțiunea de reconstruire a catedralei pe care o distrusese anterior. 
În 1053, dat fiind că prima sa soție, Doda, murise, Godefroy s-a recăsătorit cu Beatrice de Bar, văduva lui Bonifaciu al III-lea de Toscana și mama Matildei de Toscana, moștenitoarea lui Bonifaciu. Henric a arestat-o pe Beatrice și pe fiul ei cel mare, Frederic și i-a întemnițat în Germania, iar Frederic s-a stins după câteva zile. Împăratul a apreciat că respectiva căsătorie s-ar fi încheiat fără consimțământul său și, ca urmare, ar fi fost invalidă. Cu toate acestea, Godefroy a preluat guvernarea Toscanei în baza drepturilor Beatricei și Matildei.
Balduin al V-lea de Flandra s-a răsculat din nou împotriva Imperiului, atacând Trier și Nijmegen. În replică, Henric a devastat Flandra și a prădat Lille și Tournai în 1054. În cadrul acestui război, Godefroy l-a capturat pe Frederic de Luxemburg, duce al Lorenei Inferioare, care primise ducatul de la Henric al III-lea, odată cu stăpânirea asupra Anvers-ului.
În 1055, Godefroy a asediat Anvers, iar Frederic a fost predat de către locuitorii din Lorena, care nu îi mai erau loiali. Henric a murit în 1056, iar succesorul său, Henric al IV-lea, era doar un copil în vârstă de șase ani. În acel an, Balduin a încheiat pacea și a prestat omagiu noului rege. În 1056 și 1059, prin tratatele de la Andernach, Balduin a primit marca d'Ename în regiunea Brabantului, probabil în schimbul renunțării sale la marca de Valenciennes, care fusese confiscată de Henric al III-lea încă din 1045.
În 1057, Godefroy a fost exilat în Toscana, unde s-a reîntâlnit cu Beatrice și a guvernat alături de ea. El a mai primit ca feudă ducatul de Spoleto în 1057 din partea papei Ștefan al IX-lea, care îi era frate. În ianuarie 1058, Leo de Benedicto Christiano a acordat lui Godefroy și Beatricei cheile porților cetății, după alegerea papei Nicolae al II-lea. Având în posesie Tibrul și atacând Lateranul, Godefroy a reușit să îl alunge pe antipapa Benedict al X-lea în 24 ianuarie. Pe parcursul domniei papale a fratelui său și a succesorilor reformatori ai acestuia, el a jucat un rol important în politica Italiei centrale și de nord, inclusiv în Sardinia, unde a intervenit de parte lui Barisone I de Torres împotriva pisanilor, impunându-și autoritatea asupra ambilor.
În 1065, el a fost chemat pentru a deveni din nou duce de Lorena Inferioară, după moartea lui Frederic. De asemenea, i se oferea din nou stăpânirea asupra Anvers. El și-a instalat curtea la Bouillon și a murit în ajunul Crăciunului anului 1069.

## Familia
Împreună cu Doda, Godefroy a avut următorii copii:
- Godefroy, care i-a succedat în Lorena Inferioară
- Ida de Lorraine, căsătorită cu Eustațiu al II-lea de Boulogne
- Wiltruda, căsătorită cu Adalbert of Calw